# 西安工业大学
西安工业大学（简称西安工大）位于陕西省西安市，是中国西北地区唯一一所以兵工为特色，是陕西省人民政府与国家国防科技工业局、中国兵器工业集团、中国兵器装备集团共建高校。原中华人民共和国兵器工业部直属的七所本科院校之一（被誉为“兵工七子”）。学校曾先后隶属于中华人民共和国机械工业部、中华人民共和国兵器工业部、国家机械工业委员会、机械电子工业部、中国兵器工业总公司。

## 办学历史

### 西安第二工业学校
1955年4月21日，西安第二工业学校（隶属于第二机械工业部）建立，是“一五”计划期间，苏联援建中国的156个重点大型项目，兵器工业系统在西北地区唯一配套培养高层次兵工科技人才学校。

### 西安仪器工业学校
1956年2月20日，学校更名为西安仪器制造工业学校。
1960年3月1日，学校升格为西安仪器制造工业专科学校
1957年4月28日，第二机械工业部第一局颁发《调整中等专业学校的决定》，将昆明仪器制造工业学校（始建于1936年抗日战争前夕）并入西安仪器制造工业学校；
1963年5月13日，第三机械工业部五局调整所属学校名称，改校名为西安仪器工业学校。

### 西安工业学院
1965年4月16日，经第五机械工业部的批准，学校正式升格为本科院校，更名为西安工业学院。
1969年6月，中国人民解放军第五机械工业部（即兵器工业部）军事管制委员会下达军管字第271号文件《关于西安工业学院改小型工厂的通知》，正式撤销“西安工业学院”建制，在原校址上重新成立国营5218厂（第二名称陕西光学仪器厂，信号代号：西安市第30信箱），改厂日期从1969年7月1日算起。
1978年4月27日，《人民日报》刊登新华社北京月4月25日电，国务院批准教育部关于恢复和增设一批普通高等学校的报告，决定在全国恢复和增设55所普通高等学校，西安工业学院成为全国首批恢复招生13所高校之一。
1999年12月13日，学校顺利完成了隶属体制调整，改制为国防科学技术工业委员会与陕西省人民政府共建，以陕西省人民政府管理为主的高等院校。
2004年，学校经教育部批准设立了西安工业大学北方信息工程学院（独立学院，现更名为西安工商学院）。
2006年2月14日，学校经国家教育部与陕西省人民政府批准更名为西安工业大学。

### 西安工业大学
2012年5月22日，陕西省人民政府、中国兵器工业集团公司共建西安工业大学签约仪式在北京钓鱼台国宾馆隆重举行。
2013年，学校获批成为博士学位授予单位，形成了“本、硕、博”完整的高等教育人才培养体系。
2016年7月，学校获批成为陕西省人民政府与国家国防科技工业局共建高校。

## 机构设置

### 党群部门
| - 党委办公室 （页面存档备份，存于） - 纪委、监察专员办公室 （页面存档备份，存于） - 党委组织部 （页面存档备份，存于） - 党委宣传部 （页面存档备份，存于） - 党委学生工作部 （页面存档备份，存于） - 党委统战部 （页面存档备份，存于） | - 党委教师工作部（教师发展中心、公共艺术教育中心） （页面存档备份，存于） - 机关党委 （页面存档备份，存于） - 离退休工作处 （页面存档备份，存于） - 工会 （页面存档备份，存于） - 团委 （页面存档备份，存于） |

### 行政与教辅部门
| - 校长办公室 （页面存档备份，存于） - 发展规划处、学科建设办公室 （页面存档备份，存于） - 教务处 （页面存档备份，存于） - 科技处 - 技术转移中心 （页面存档备份，存于） - 西北兵器工业研究院 （页面存档备份，存于） - 党委教师工作部（教师发展中心、公共艺术教育中心） （页面存档备份，存于） - 研究生院 （页面存档备份，存于） - 学生处 （页面存档备份，存于） - 招生就业处 （页面存档备份，存于） - 人事处 （页面存档备份，存于） - 财务处 - 国有资产管理处、技术检测办公室 （页面存档备份，存于） - 审计处 | - 保卫处、人民武装部（军事教研室） （页面存档备份，存于） - 国际交流与对外合作处、港澳台事务办公室 （页面存档备份，存于） - 校友总会办公室 （页面存档备份，存于） - 图书馆 （页面存档备份，存于） - 信息技术中心 （页面存档备份，存于） - 保密办公室 （页面存档备份，存于） - 学报编辑部 （页面存档备份，存于） - 总务处（后勤服务集团、基建处） （页面存档备份，存于） - 资产经营有限责任公司 （页面存档备份，存于） - 西安工业大学医院 （页面存档备份，存于） - 西安工业大学附属中学 - 高等教育研究与评估中心 （页面存档备份，存于） - 高水平运动队管理中心 （页面存档备份，存于） |

### 院系设置
| 学院名称               | 本科专业                                                                                     | 学术硕士授权点                                                                               | 专业硕士授权点       | 博士授权点     | 官网                                          |
| ---------------------- | -------------------------------------------------------------------------------------------- | -------------------------------------------------------------------------------------------- | -------------------- | -------------- | --------------------------------------------- |
| 光电工程学院           | 测控技术与仪器，光电信息科学与工程，电子科学与技术                                           | 光学工程，精密仪器及机械                                                                     | 电子信息             | 光学工程       | 光电工程学院官方网站 （页面存档备份，存于）   |
| 机电工程学院           | 机械设计制造及其自动化，机械电子，包装工程，工业工程，工业设计                               | 机械制造及其自动化，机械电子工程，机械设计及理论，车辆工程，工业设计，包装工程               | 机械，工业工程与管理 | 机械工程       | 机电工程学院官方网站 （页面存档备份，存于）   |
| 材料与化工学院         | 金属材料工程，高分子材料与工程，材料物理，材料化学，环境工程                                 | 材料物理与化学，材料加工工程，材料学                                                         | 材料与化工           | 材料科学与工程 | 材料与化工学院官方网站 （页面存档备份，存于） |
| 电子信息工程学院       | 自动化，通信工程，电子信息工程，电气工程及其自动化，生物医学工程                             | 控制理论与控制工程，检测技术与自动化装置，系统工程，模式识别与智能系统，导航、制导与控制     |                      |                | 电子信息工程学院 （页面存档备份，存于）       |
| 经济管理学院           | 物流管理，市场营销，人力资源管理，会计学，国际经济与贸易                                     | 区域经济学，金融学，产业经济学，劳动经济学，管理科学与工程，会计学，企业管理，技术经济及管理 | 物流工程与管理，会计 |                | 经济管理学院 （页面存档备份，存于）           |
| 计算机科学院工程学院   | 计算机科学与技术，软件工程，信息对抗技术，探测制导与控制，物联网工程                         | 计算机系统结构，计算机软件与理论，计算机应用技术，软件工程                                   | 电子信息             |                | 计算机科学与工程学院 （页面存档备份，存于）   |
| 建筑工程学院           | 土木工程（建筑工程、交通土建、岩土与地下工程）、城乡规划、给排水科学与工程、城市地下空间工程 | 岩土工程，结构工程，市政工程，防灾减灾工程及防护工程，桥梁与隧道工程                         | 土木水利             |                | 建筑工程学院官方网站 （页面存档备份，存于）   |
| 文学院                 | 汉语言文学、汉语国际教育、网络与新媒体、英语（翻译、科技英语）                               | 文艺学，语言学及应用语言学，中国古代文学，中国现当代文学，比较文学与世界文学                 | 新闻与传播，翻译     |                | 文学院官方网站 （页面存档备份，存于）         |
| 基础学院               | 信息与计算科学，数学与应用数学，应用物理学，社会体育指导与管理，体育教育                     | 数学、物理学                                                                                 | 艺术设计             |                | 基础学院官方网站 （页面存档备份，存于）       |
| 艺术与传媒学院         | 视觉传达设计，环境设计，产品设计，动画                                                       |                                                                                              | 艺术设计             |                | 艺术与传媒学院官方网站 （页面存档备份，存于） |
| 马克思主义学院         |                                                                                              | 马克思主义基本原理，马克思主义中国化研究，思想政治教育，中国近现代史基本问题研究             |                      |                | 马克思主义学院官方网站 （页面存档备份，存于） |
| 中国书法学院           | 书法学                                                                                       |                                                                                              | 美术                 |                | 中国书法学院官方网站                          |
| 兵器科学与技术学院     |                                                                                              | 兵器科学与技术                                                                               | 机械                 |                |                                               |
| 新能源科学与技术研究院 |                                                                                              | 材料物理与化学、材料学                                                                       | 材料与化工           |                |                                               |

## 图书馆
学院图书馆成立于1956年，总建筑面积达4.3万平方米，读者坐席4067个。馆藏纸本图书170余万册、纸质期刊近3698种，电子期刊34900种， 电子资源数据库26个，中文数据库12个，外文数据库14个，自建数据库2个（硕士论文数据库和随书馆藏光盘数据库）。

### 开放时间
金花馆：8：00–22：00（星期一到星期五）；9：00–21：00（周六、周日、法定假日）
未央馆：7：00–22：00（星期一到星期五）；8：00–21：00（周六、周日、法定假日）

## 校区分布
未央校区：学校主校区，除中国书法学院外其他学院教学区。地址：陕西省西安市未央区学府中路2号
金花校区：中国书法学院、继续教育学院。地址：陕西省西安市碑林区金花北路4号

## 学报
《西安工业大学学报》创刊于1981年（双月刊，国内外发行，CN 61-1458/N，ISSN 1673-9965），由陕西省教育厅主管，西安工业大学主办。

## 科学研究

### 研究基地
| 名 称                                          | 批准部门 | 获批时间 |
| 精密与超精密加工及测量国家地方联合工程研究中心 | 发改委   | 2009     |
| 新型网络与检测控制国家地方联合工程实验室       | 发改委   | 2011     |
| 光学先进制造与光电检测示范型国际科技合作基地   | 科技部   | 2012     |

| 名称                                                                 | 批准部门                       | 获批时间 |
| 兵器工业进口测试仪器控制系统维修中心                                 | 中国兵器工业总公司             | 1994     |
| 陕西省薄膜技术与光学检测重点实验室                                   | 陕西省科学技术厅               | 1999     |
| 陕西省精密与超精密加工及测量工程技术研究中心                         | 陕西省发展和改革委员会         | 2002     |
| 国家光电成果转化及产业化基地光电薄膜与器件研发服务中心               | 国家光电子成果转化及产业化基地 | 2004     |
| 陕西省光电功能材料与器件重点实验室                                   | 陕西省科学技术厅               | 2005     |
| 陕西省薄膜技术与微光电器件军民两用技术工程中心（重点实验室）         | 陕西省国防科学技术工业委员会   | 2005     |
| 中华人民共和国陕西省与白俄罗斯共和国教育部（中白）高技术合作研究中心 | 陕西省科学技术厅               | 2005     |
| 陕西省光电测试与仪器技术重点实验室                                   | 陕西省科学技术厅               | 2008     |
| 陕西省特种加工重点实验室                                             | 陕西省科学技术厅               | 2008     |
| 教育部薄膜与光学制造技术重点实验室                                   | 教育部                         | 2008     |
| 陕西省新型网络与检测控制工程实验室                                   | 陕西省发展和改革委员会         | 2009     |
| 陕西省光学先进制造工程技术研究中心                                   | 陕西省科学技术厅               | 2010     |
| 陕西当代文学与艺术研究中心                                           | 陕西省教育厅                   | 2013     |
| 光学先进制造与光电检测国际科技合作基地                               | 陕西省科学技术厅               | 2015     |
| 中国兵器工业光学器件超精密加工先进制造技术研究应用中心               | 中国兵器工业集团公司           | 2015     |
| 陕西省镁铝轻合金复合材料工程研究中心                                 | 陕西省发展和改革委员会         | 2016     |
| 自主系统与智能控制国际联合研究中心                                   | 陕西省科学技术厅               | 2016     |
| 光电子制造技术协同创新中心                                           | 陕西省教育厅                   | 2017     |
| 陕西高校军民融合科技创新研究中心                                     | 陕西省教育厅                   | 2018     |
| 西安市智能探视感知重点实验室                                         | 西安市科技局                   | 2018     |
| 先进光学成像系统省部共建国家重点实验室                               | 陕西省科学技术厅               | 2018     |
| 西安市智能兵器重点实验室                                             | 西安市科技局                   | 2019     |
| 陕西省四主体一联合轻合金新材料校企联合研究中心                       | 陕西省科学技术厅               | 2019     |
| 陕西省兵器科普教育基地                                               | 陕西省社科联                   | 2019     |

| 名 称                        | 依托学院             |
| 军用光电信息系统工程创新中心 | 光电工程学院         |
| 光电子制造技术协同创新中心   | 光电工程学院         |
| 自主无人系统研究中心         | 电子信息工程学院     |
| 3D数字媒体信息技术研究中心   | 计算机科学与工程学院 |
| 西安工业大学运动健康研究中心 | 基础学院             |
| 中国兵器文化研究中心         | 文学院               |
| 西安工业大学党建研究中心     | 马克思主义学院       |

## 国际交流
| - 香港 香港大学 - 臺灣 朝阳科技大学 - 臺灣 东海大学 - 臺灣 开南大学 - 臺灣 中国文化大学 - 日本 千叶大学 - 日本 上智大学 - 日本 芝浦工业大学 - 日本 立命馆大学 - 日本 早稻田大学 - 日本 同志社大学 - 越南 河内大学 - 马来西亚 北方大学 - 马来西亚 马来亚大学 - 马来西亚 沙巴大学 - 马来西亚 博特拉大学 - 新加坡 南洋理工大学 - 俄羅斯 圣彼得堡理工大学 - 俄羅斯 圣彼得堡光机电大学 - 波蘭 克拉科夫理工大学 - 捷克 马萨里克大学 | - 爱尔兰 阿斯隆理工学院 - 爱尔兰 卡洛理工学院 - 英国 西苏格兰大学 - 英国 切斯特大学 - 英国 帝国理工大学 - 英国 牛津大学 - 英国 爱丁堡大学 - 美国 北亚利桑那大学 - 美国 宾夕法尼亚大学 - 美国 哥伦比亚大学 - 美国 华盛顿大学 - 美国 普渡大学 - 美国 加州大学 - 加拿大 麦吉尔大学 - 加拿大 多伦多大学 - 加拿大 维多利亚大学 - 加拿大 英属哥伦比亚大学 - 悉尼大学 - 新南威尔士大学 - 阿德莱德大学 - 昆士兰大学 |

## 学校领导

### 现任领导
| 姓名                     | 职务             |
| ------------------------ | ---------------- |
| 刘卫国                   | 党委书记         |
| 赵祥模                   | 校长，党委副书记 |
| 梁云鹤、王发合、马福     | 党委副书记       |
| 王发合                   | 纪委书记         |
| 刘发林、刘卜、张群、陈建 | 副校长           |
| 段小存                   | 总会计师         |

### 历任领导
| 姓名   | 职务           | 任期         | 校名                 | 办学层次         |
| ------ | -------------- | ------------ | -------------------- | ---------------- |
| 尹钧   | 党委书记、校长 | 1955－1956年 | 西安第二工业学校     | 专科             |
| 尹钧   | 党委书记、校长 | 1956－1960年 | 西安仪器制造工业学校 | 专科             |
| 尹钧   | 党委书记、校长 | 1960－1963年 | 西安仪器工业专科学校 | 专科             |
| 张明德 | 党委书记       | 1963－1965年 | 西安仪器工业学校     | 专科             |
| 宗超   | 校长           | 1963－1965年 | 西安仪器工业学校     | 专科             |
| 郭韫   | 党委书记、校长 | 1965－1969年 | 西安工业学院         | 本科             |
| 庄泽华 | 党委书记       | 1980－1982年 | 西安工业学院         | 本科             |
| 何有先 | 校长           | 1979－1982年 | 西安工业学院         | 本科             |
| 孙书孟 | 党委书记       | 1983－1985年 | 西安工业学院         | 本科             |
| 武强   | 校长           | 1983－1985年 | 西安工业学院         | 本科             |
| 骆秉璋 | 党委书记       | 1985－1991年 | 西安工业学院         | 本科             |
| 朱崇荫 | 代校长         | 1986－1991年 | 西安工业学院         | 本科             |
| 郑洪刚 | 党委书记       | 1991－2005年 | 西安工业学院         | 本科、硕士       |
| 舒朝濂 | 校长           | 1993－2003年 | 西安工业学院         | 本科、硕士       |
| 刘江南 | 校长           | 2003－2010年 | 西安工业大学         | 本科、硕士       |
| 赛云秀 | 党委书记       | 2005－2015年 | 西安工业大学         | 本科、硕士       |
| 廉振民 | 校长           | 2010－2015年 | 西安工业大学         | 本科、硕士、博士 |
| 苗润才 | 校党委书记     | 2015－2016年 | 西安工业大学         | 本科、硕士、博士 |
| 刘卫国 | 校长           | 2016－2017年 | 西安工业大学         | 本科、硕士、博士 |
| 刘卫国 | 校党委书记     | 2017－现在   | 西安工业大学         | 本科、硕士、博士 |
| 雷亚萍 | 校长           | 2017－2021年 | 西安工业大学         | 本科、硕士、博士 |
| 赵祥模 | 校长           | 2022－现在   | 西安工业大学         | 本科、硕士、博士 |

### 校训
敦德励学，知行相长
“敦德”出自《尚书》虞书·舜典。体现在学风上是“德才兼备”，体现在教风上是“以德施教”，体现在工作作风上是坚守职业道德、“常修为政之德”。
“励学”出自宋真宗赵恒的《励学篇》。意为在大学要把“学”放在首要位置。
“知行相长”出自心学王守仁的“知行合一”。从“知”与“行”的关系入手，对求真和创新从哲学的高度进行了阐述，“知”、“行”互动，则达到认识与实践、理论与实际的统一。

### 办学传统
忠诚进取，精工博艺。
忠诚 出处：《荀子·尧问》：忠诚盛于内，贲于外，形于四海。词义：无私诚信，尽心竭力。忠诚，无私诚信的人格魅力，尽心竭力的做事态度。
进取 出处：《论语·子路》：狂者进取，狷者有所不为也。词义：努力向前，有所作为。进取是一种审美取向，是主动、积极的，只进不退的。是在精神鼓舞下产生的物质力量，依靠这种力量，能克服千难万险。
精工 出处：《后汉书·蔡伦传》：永元九年，监作袐剑及诸器械，莫不精工坚密，为后世法。词义：精密，精巧。精工是追求精益求精的技术，精志强力的精神。
博艺 出处：《论语·雍也》：冉有、求也,敬老恤幼,迎宾知礼,好学博艺,办事勤谨。词义：多才多艺。博艺是对中华传统文化的继承和弘扬。是广纳贤才，培育英才的办学层次和规模的内涵。

## 知名校友

### 军政界
雷光银：新疆军区装备部原部长，陆军少将。
王经中：现任总装西昌卫星发射中心政委，少将军衔。
胡健康：重庆市人大常委会副主任 ，中共十六大代表，二届市委委员，市二届人大代表。
王世荣：襄阳市政府党组成员，襄阳东津新区(襄阳经济技术开发区)党工委书记、襄阳经济技术开发区管委会主任。
杨有庄：西北兵工局局长兼党委书记。
杨亲鹏：湖南省湘潭市副市长、党组成员。
宣国苗：新疆审计厅党组成员、副厅长。
刘宛康：河南省工业和信息化厅副厅长、党组副书记，河南省国防科学技术工业局局长、党委书记。
马永社：中国人民解放军总参测绘研究所主任，总参谋部科技创新工作站首席专家，享受国务院政府特殊津贴；1996年被评为“总参优秀中青年专家”。共获得国家科技进步一等奖3项，军队科技进步一等奖2项。
郑德安：国家注册安全工程师，湖北省老河口市委副书记、市长。
廖佑林：陕西省宁陕县政协党组书记，政协主席。
闫天三：原河南省南阳市委副秘书长、市委党校教授、市委政策研究室主任。
孟宪新：长春市二道区委常委、常务副区长。
王学锋：西南兵工局任副巡视员兼组织部部长，人力资源处处长。

### 教育界
刘自椟（1914—2001）：号迟斋，中国当代著名书法家。
陈泽秦（1914—2006）：字少默，号默翁，中国当代著名书法家、文物书画鉴定家。
刘建勋：西安工业大学副校长。
苏秉华：北京理工大学信息科学技术学院副院长。
蔡 波：伦敦大学荣誉研究员，英国电工学会会员。
孙桂林：加拿大麦吉尔大学（McGill University）教授。
葛爱明：复旦大学教授，光学工程博士、物理学博士后。
梅顺齐：武汉纺织大学机械工程与自动化学院院长，湖北省数字化纺织装备重点实验室主任。
刘 峰：西北工业大学材料学院教授，博士生导师，国家杰出青年科学基金获得者，教育部“长江学者”特聘教授。
于唯德：中国书协理事、教育委员会委员；陕西省书法家协会常务副主席。
张志杰：陕西社会主义学院党委书记。
陈豫增：1980年生，博士，洪堡学者，新世纪优秀人才，西北工业大学副教授。
孙见喜：太白文艺出版社编审、太白书院副院长、《贾平凹文学艺术馆》副馆长。

### 工商界
周 舰：中国兵器装备集团公司副总经理，保定天威集团董事长。
丁 凯：中国航空工业第一集团公司西安航空动力控制有限责任公司（西安一一三厂）董事长、总经理。
潘永昌：西门子（中国）有限公司南京办事处地区总经理。
李永钊：研究员级高级工程师，西安北方秦川集团有限公司董事长。
王小鹏：2003年4月起担任中国兵器工业第205研究所所长、《应用光学》杂志主编、国防科工委光学计量一级站站长、中国兵工学会理事、陕西兵工学会理事、陕西省照明学会理事长。现任北方光电集团董事长。
邹 毅：研究员级高级工程师，国家注册咨询工程师，中国兵器工业第六设计研究院院长。
谢永斌：博士，教授级高级工程师。
张平飞：高级工程师，国家注册监理工程师，本科学历，1985年7月毕业于西安工业大学（原西安工业学院）电子工程系工业电气自动化专业81804班，现任中国兵器工业第206研究所副所长。
张建国：中国兵器装备集团公司第508厂总经理高级顾问兼军品公司总工程师， 享受国务院政府特殊津贴。
白长治：中国兵器工业集团公司中国兵工物资总公司副总经理，被《中国兵工报》誉为“时代弄潮儿”。

## 相关链接
- 西安工业大学官网 （页面存档备份，存于）